# 何春澄
何春澄（1942年11月20日—），曾被誤譯作何春忠，教授、博士，越南經濟學家，曾任越南共和國財政部長。越南革新開放後回到越南生活和工作。

## 生平
1942年11月20日，何春澄出生於越南承天省。:869
何春澄畢業於美國佐治亞大學，獲得商業管理學學士學位。:8691963年至1964年間，就讀於耶魯大學，獲得經濟學文學碩士學位。:869
1965年至1966年，何春澄任職於越南國家銀行，擔任專家。:8691966年至1969年，擔任越南國家銀行幹事。:8691972年，在明德大學經濟與商業學院擔任教授。:869
1969年至1971年，何春澄出任財政次長。:8691971年至1973年間，何春澄出任越南共和國財政部長。:869何春澄在出任財政次長時只有28歲，出任財政部長時只有30歲，在當時引起了轟動。任期結束後，何春澄獲得政府獎學金，前往美國哈佛大學主修政治經濟學，並計劃在未來回到越南繼續自己的事業。1975年越南共和國政府滅亡後，何春澄認爲自己不再有機會回到越南，而如果選擇留在美國，繼續學習政治學是沒有意義的，於是他轉而攻讀工商管理學。
1978年，何春澄獲得哈佛大學工商管理學碩士，後在哈佛大學肯尼迪學院攻讀了爲期兩年政治經濟學和政府經濟學博士學位。
越南革新開放後，國家邀請海外越南人回到越南爲祖國做出貢獻。何春澄於1993年第一次回到越南，後回到越南生活和工作。

## 個人生活
根據1974年出版的《越南名人錄》（Who's Who in Vietnam），何春澄是佛教徒，已婚，有三個子女。:869

## 外部鏈接
- 隨同越南阮文紹總統訪華的六位隨員 （页面存档备份，存于）

| 官衔          | 官衔                                                  | 官衔          |
| ------------- | ----------------------------------------------------- | ------------- |
| 前任： 阮碧惠 | 第13任越南共和國財政部長 1971年6月12日—1973年10月20日 | 繼任： 周金仁 |